# Kladivo na Homera
Kladivo na Homera (v anglickém originále Please Homer, Don't Hammer 'Em) je 3. díl 18. řady (celkem 381.) amerického animovaného seriálu Simpsonovi. Scénář napsal Matt Warburton a díl režíroval Mike B. Anderson. V USA měl premiéru dne 24. září 2006 na stanici Fox Broadcasting Company a v Česku byl poprvé vysílán 29. června 2008 na stanici ČT2.

## Děj
Simpsonovi jsou v obchodním domě a Homer si v tamním knihkupectví koupí Knihovničku truhláře. Knihy ale používá jen jako podložky pod nohy. Když se rozbije Margin noční stolek, využije knihy a opraví si ho sama. Pak postaví krmítko pro ptáky, novou poštovní schránku a boudu pro Spasitele. Líza dostane nápad, že by si Marge mohla rozjet vlastní truhlářství. Když ale přijde za prvním klientem, inspektorem Chalmersem, je odmítnuta, protože inspektor očekával muže. Odmítne ji i Šáša Krusty. Marge vymyslí, že Homer bude předstírat, že on je truhlář, zatímco ona bude schovaná. Ve chvíli, kde zákazník odejde, Marge práci vykoná.
Marge v obchodě při nakupování potřebných věcí potká Helenu Lovejoyovou, která se jí trochu posmívá, že Homerovi jen pomáhá a sama nic nesvede. Navíc si Homer začne přivlastňovat Marginy zásluhy. Poté, co Marge dostaví pro Lennyho mlýn, přijdou do truhlářství Lenny a Carl a začnou bušit do skříňky na nářadí, kde je schovaná Marge. Nakonec na skříňce vylezou a sjedou nejprudší kopec ve městě. Naštvaná Marge se rozhodne, že je čas říct lidem pravdu, chce totiž za svou práci uznání. Starosta je najme na opravu horské dráhy, ale Marge odmítne, a tak ji Homer musí opravit sám. On ale vůbec nemá tušení, co dělá.
Mezitím domů přijde dopis ze školy. Píše se v něm, že někdo ve škole má silnou alergii na burské oříšky, takže už nikdo nesmí nosit do školy nic, co je obsahuje. U vchodu do školy všechno kontroluje školník Willie. Když kontroluje Barta, tak se prořekne – alergickým na oříšky je ředitel. Bart této informace začne zneužívat; na klacek si uváže burský oříšek a terorizuje s ním ředitele. Ten musí dělat vše, co mu Bart řekne. Takto to pokračuje několik dní. Jednou je ředitel v obchodě Komiksáka a ten mu poradí, že i Bart má možná svou slabinu. Seymour se vloupe do ordinace dr. Dlahy a prohlídne si Bartovu složku. Zjistí, že je alergický na krevety. Když druhý druhý den přijde Bart znovu ředitelovi vyhrožovat, ten na něj vytáhne krevetu přivázanou na klacku. Začnou spolu bojovat tyčemi a dostanou se až do továrny, kde spadnou do nádrže s buráky a krevetami. Oba skončí v nemocnici.
Při odhalení opravené horské dráhy Homer rozdělá šampaňské a letící špunt roztřese celou dráhu. Aby diváky přesvědčil, že je bezpečná, nasedne a rozejde se po ní. Marge rychle vyleze nahoru a začne rozbité úseky opravovat. Po dojetí se na něj celá dráha zřítí a skončí vedle Barta a ředitele v nemocnici.

## Kulturní odkazy
Název epizody je odkazem na album MC Hammera Please Hammer, Don't Hurt 'Em. V herně se nachází herní automat s nápisem Polybius (městská legenda, kterou údajně zkonstruovala americká vláda jako experiment) a hra založená na Remington Steele, televizním seriálu s podobnou premisou o profesionálce, která si najme mužského předáka, aby překonala předsudky. Souboj Barta a Skinnera s buráky je parodií na souboje se světelnými meči z filmové série Hvězdné války; při souboji hraje skladba „Duel of the Fates“ z prequelové trilogie Hvězdných válek od Johna Williamse.

## Přijetí
V původním vysílání epizodu sledovalo 9,72 milionu diváků.
Dan Iverson z IGN díl označuje za brilantní epizodu; přestože Simpsonovi vytunelovali podobnou dějovou linku, cituje, že se jim podařilo udělat tuto zápletku lépe. Dílu dává výsledné hodnocení 7,5 z 10, tedy lepší než předchozím epizodám. Adam Finley z TV Squad si stejně jako Iverson pochvaloval vedlejší zápletku dílu s Bartem a Skinnerem.